# Kleiner Heuberg und Albvorland bei Balingen
Kleiner Heuberg und Albvorland bei Balingen este o arie protejată (arie specială de conservare — SAC, sit de importanță comunitară — SCI) din Germania întinsă pe o suprafață de 868,52 ha, integral pe uscat.

## Localizare
Centrul sitului Kleiner Heuberg und Albvorland bei Balingen este situat la coordonatele 48°16′13″N 8°48′09″E / 48.2703°N 8.8025°E.

## Înființare
Situl Kleiner Heuberg und Albvorland bei Balingen a fost declarat sit de importanță comunitară în ianuarie 2005 pentru a proteja . Situl a fost protejat și ca arie specială de conservare în ianuarie 2019.

## Biodiversitate
Situată în ecoregiunea continentală, aria protejată conține 7 habitate naturale: Lacuri eutrofice naturale cu vegetație de tip Magnopotamion sau Hydrocharition, Formațiuni de Juniperus communis pe lande sau pajiști calcaroase, Pajiști uscate seminaturale și facies de acoperire cu tufișuri pe substraturi calcaroase (Festuco-Brometalia) (* situri importante pentru orhidee), Liziere de ierburi înalte hidrofile de câmpie și de nivel montan până la alpin, Fânețe de joasă altitudine (Alopecurus pratensis, Sanguisorba officinalis), Izvoare petrifiante cu formare de travertin (Cratoneurion), Păduri aluvionare cu Alnus glutinosa și Fraxinus excelsior (Alno-Padion, Alnion incanae, Salicion albae).
La baza desemnării sitului se află un număr nedeclarat de specii protejate: